# George Herbig
George Howard Herbig (Wheeling, 2 de enero de 1920-Honolulu, 13 de octubre de 2013) fue un astrónomo estadounidense del Institute for Astronomy de la Universidad de Hawái.
Es reconocido por el descubrimiento de los objetos Herbig-Haro.
Herbig obtuvo su licenciatura en la Universidad de California en Los Ángeles, y recibió su doctorado (en 1948) en la Universidad de California en Berkeley. Su tesis se tituló «A Study of Variable Stars in Nebulosity» (‘estudio de las estrellas variables en nebulosidad’). Su especialidad eran las estrellas en una etapa evolutiva temprana ―una clase de estrellas de masa intermedia antes de entrar en la secuencia principal se denominaron estrellas Herbig Ae/Be en honor a él― y el medio entre las estrellas.
Fue reconocido por su descubrimiento, junto con el astrónomo mexicano Guillermo Haro, de los objetos Herbig-Haro, nebulosas generadas por la salida bipolar de una estrella recién formada. Herbig también hizo contribuciones importantes en el campo de investigación de las DIB (diffuse interstellar band: ‘banda interestelar difusa’), especialmente a través de una serie de nueve artículos publicados entre 1963 y 1995, titulados «The diffuse interstellar bands» (‘las bandas interestelares difusas’).

## Honores y premios
- 1955: Premio Helen B. Warner en Astronomía de la Sociedad Astronómica Estadounidense[3]
- Miembro de la Academia Estadounidense de Artes y Ciencias
- Miembro de la Academia Nacional de Ciencias
- Miembro científico extranjero, Max-Planck-Institut für Astronomie (en Heidelberg, Alemania).
- 1969: Medalla de la Université de Liège (Francia).
- Miembro correspondiente de la Société Royale des Sciences de Liège
- 1975: Premio Henry Norris Russell de la AAS (Sociedad Astronómica Estadounidense).[4]
- 1980: Medalla Bruce de Sociedad Astronómica del Pacífico.[2]
- 1995: Petrie Prize and Lectureship of the Canadian Astronomical Society.

### Bautizados en su honor
- Asteroide (11754) Herbig
- Estrellas Herbig Ae/Be
- Objetos Herbig-Haro

## Publicaciones selectas[5]
- 1951: G. H. Herbig. «The Spectra of Two Nebulous Objects Near NGC 1999», ApJ 113 (1951) 697
- 1968: G. H. Herbig. «The Structure and Spectrum of R Monocerotis», ApJ 152 (1968) 439
- 1990: G. H. Herbig. «The Unusual Pre-Main-Sequence star VY Tauri», ApJ 360 (1990) 639–649
- 1995: G. H. Herbig. «The Diffuse Interstellar Bands», Annu. Rev. Astrophys. 33 (1995) 19–73
- 1995: G. H. Herbig. «Barnard's Merope Nebula Revisited: New Observational Results», AJ 121 (2001) 3138–3148
- 1997: V. Trimble, G. H. Herbig, y A. Kundu. «The Outflowing Wind Of V1057 Cygni». Highlights of Astronomy, Vol. 11B, as presented at the XXIIIrd General Assembly of the IAU
- 1998: G. H. Herbig. «The Carbon Mira UV Aurigae and its Companion». The Astrophysical Journal, 497, 736-758
- 1999: G. H. Herbig, y D. McNally. «Young Stars and Molecular Clouds in the IC 5146 Region». Monthly Notices of the Royal Astronomical Society, 304, 951-956
- 1999: G. H. Herbig. «The Unusual Object IC 2144/MWC 778». Publications of the Astronomical Society of the Pacific, 111, 1144-1148
- 1999: G. H. Herbig. «Line Structure in the Spectrum of FU Orionis». Publications of the Astronomical Society of the Pacific, 111, 809-811
- 2000: G. H. Herbig. «History and Spectroscopy of EXor Candidates». The Astrophysical Journal, 542, 334-343
- 2001: G. H. Herbig, y S. E. Dahm. «EX Lupi: History and Spectroscopy». Publications of the Astronomical Society of the Pacific, 113, 195-196
- 2001: G. H. Herbig, y T. Simon. «V733 Cep (Persson's Star): A New FU Orionis Object in Cepheus». The Astronomical Journal, 121, 3138-3148
- 2001: G. H. Herbig, C. Aspin, A. C. Gilmore, C. L. Imhoff, A. F. Jones. «θ1 Orionis E as a Spectroscopic Binary». Publications of the Astronomical Society of the Pacific, 113, 1547-1553
- 2002: G. H. Herbig. «The Pre-Main-Sequence Population of L988». 'Physics of Star Formation in Galaxies, Saas Fee Course 29
- 2002: G. H. Herbig. «The Young Cluster IC 5146», AJ 123 (2002) 304–327
- 2002: G. H. Herbig, y S. E. Dahm. «IX Ophiuchi: A High-Velocity Star Near a Molecular Cloud». The Astronomical Journal, 123, 304-327
- 2003: G. H. Herbig, P. P. Petrov, y R. Duemmler. «LkHα 101 and the Young Cluster in NGC 1579». The Astrophysical Journal, 595, 384-411
- 2003: G. H. Herbig. «High-Resolution Spectroscopy of FU Orionis Stars», ApJ 595 (2003) 384–411
- 2004: G. H. Herbig, Sean M. Andrews, y S. E. Dahm. «High-Resolution Spectroscopy of FU Orionis Stars». The Astronomical Journal, 128, 1233-1253
- 2005: G. H. Herbig. «The Young Cluster IC 5146». The Astronomical Journal, 130, 815-824
- 2006: G. H. Herbig, y S. E. Dahm. «Historical Introduction. Star Formation: The Early History». The Astronomical Journal, 131, 1530-1543
- 2006: G. H. Herbig, y R. F. Griffin. «The 1993-1994 Activity of EX Lupi». The Astronomical Journal, 132, 1763-1767
- 2007: B. Reipurth, C. Aspin, T. Beck, C. Brogan, M. S. Connelley, y G. H. Herbig. «Barnard's Merope Nebula Revisited: New Observational Results». The Astronomical Journal, 133, 1000-1011
- 2007: G. H. Herbig. «On the Be and Ae Stars in NGC 6611». The Astronomical Journal, 133, 2679-2683
- 2008: G. H. Herbig. «The Search for Interstellar C60». The Astronomical Journal, 135, 637-648
- 2008: P. P. Petrov, y G. H. Herbig. «Examination of the Interstellar Spectrum of AE Aur for Long-Term Changes». The Astronomical Journal, 136, 676-683
- 2008: G. H. Herbig, y W. D. Vacca. «The Optical Spectrum of the O-Type Subdwarf BD +28°4211». The Astronomical Journal, 136, 1995-2010
- 2008: G. H. Herbig, y B. Reipurth. «A Search for the Presence of Diffuse Interstellar Bands in the Coma of Comet Hale-Bopp». Handbook of Star Forming Regions, Volume I, pp. 108-123
- 2009: G. H. Herbig. «Parallaxes and Proper Motions of Prototypes of Astrophysically Interesting Classes of Stars». The Astronomical Journal, 138, 448-451
- 2009: G. H. Herbig. «The Young Cluster IC 348». The Astronomical Journal, 138, 1502-1507